# مور ۲۹۷۱
سیارک ۲۹۷۱ (به انگلیسی: 2971 Mohr، نامگذاری:1980YL) دو هزار و نهصد و هفتاد و یکمین سیارک کشف شده‌است که در ۳۰ دسامبر ۱۹۸۰ کشف شد.
قدر مطلق سیارک برابر ۱۳٫۵۰ است.